# Biglietti... d'amore
Biglietti... d'amore (Just the Ticket) è un film del 1999 diretto da Richard Wenk.

## Trama
A New York, Gary Starke si è fatto un nome nel delicato settore del bagarinaggio. Vive infatti di espedienti, vendendo biglietti di ogni tipo per partire, mostre, concerti, soprattutto alle numerose comitive di turisti. Gary è innamorato folle di Linda, una studentessa di cucina, che in parte lo ricambia ma non è molto contenta del suo mestiere. Ma Gary non ha intenzione di cambiare e, inoltre, non ha carta d'identità né pensa di procurarsela. Intanto viene annunciata la visita del Papa a New York. Per l'incontro al Giant Stadium, i bagarini cominciano a darsi da fare. Inaspettatamente, da Miami arriva un nuovo 'padroncino' che mette in seria difficoltà Gary. Il lavoro si fa difficile. Gary cerca di avere dei biglietti, ma diventa troppo invadente e lui e i suoi amici vengono arrestati. Sconsolata, Linda si vede con Alex, il suo fidanzati ufficiale. Gary esce, si fa prestare i soldi dall'amico Benny, compra i biglietti, cerca di venderli davanti allo stadio, si traveste da suora, viene scoperto e di nuovo arrestato. Benny, vecchio e malato, muore e al suo funerale interviene anche Joe Frazier. Quando esce di nuovo, Gary viene informato di essere destinatario di una polizza lasciata da Benny per 56.000 dollari. Adesso può presentarsi con più coraggio da Linda. Insieme aprono un ristorante, e tutto sembra cambiato. Ma, mentre gira per i tavoli, Gary legge un giornale: è annunciata la visita del Papa a Cuba...